# 2007年11月

## 11月30日
- 土耳其Atlasjet航空公司一架麦道MD-83客机从伊斯坦布尔飞往伊斯帕尔塔时，在伊斯帕尔塔附近坠毁，机上49名乘客和7名机组人员全部遇难。新华网（页面存档备份，存于）
- 俄罗斯总统弗拉基米尔·普京签署法案，决定从12月12日起，俄罗斯联邦暂停执行《欧洲常规武装力量条约》。新华网 Archive.today的存檔，存档日期2013-04-28中国日报（页面存档备份，存于）
- 美國總統候選人希拉蕊·柯林頓在新罕布什爾州羅徹斯特的競選辦公室發生脅持事件。一名綁有炸彈的男子被捕。紐約時報（页面存档备份，存于）
- 世界衛生組織屬下的國際癌症研究署，將夜間時段通宵工作，列為可能致癌的因素之一。星島

## 11月29日
- 菲律賓涉嫌参与2003年军事政变的受审军人在参议员安东尼奥·特里兰尼斯的带领下占据了馬尼拉的半島酒店，后在政府军队的进攻下而投降。CNN（页面存档备份，存于）新华网中国日报（页面存档备份，存于）
- 已辞去巴基斯坦陆军参谋长职务的佩尔韦兹·穆沙拉夫，在伊斯兰堡的总统府内以文职身份宣誓就任新一届总统。新华网（页面存档备份，存于）人民网（页面存档备份，存于）

## 11月28日
- 加拿大众议院通过决议，要求日本就慰安妇问题作出道歉。网易
- 联合国安理会任命比利时检察官布拉默茨为新任联合国前南斯拉夫问题国际刑事法庭首席检察官。新华网（页面存档备份，存于）
- 穆沙拉夫正式辞去巴基斯坦陆军总参谋长。BBC中文网（页面存档备份，存于）新华网（页面存档备份，存于）
- 第十次中欧领导人会晤在北京举行，中国国务院总理温家宝、欧盟轮值主席国葡萄牙总理若泽·苏格拉底和欧盟委员会主席巴罗佐共同出席。中国新闻网（页面存档备份，存于）

## 11月27日
- 台湾同意世贸组织任命中国籍法官张月姣，消除了世贸组织危机。BBC中文网（页面存档备份，存于）
- 中东问题安纳波利斯会议在美国安纳波利斯开幕，以色列、巴勒斯坦、中东问题有关四方（联合国、欧盟、美国和俄罗斯）等40多个国家、地区和国际组织的代表参加会议。央视国际（页面存档备份，存于）

## 11月26日
- 日本本州東面近岸發生一次強烈地震，是為黎克特制6.2級。香港天文台[]
- 印尼松巴哇島在4小時內發生兩次強烈地震，分別是為黎克特制6.7及6.3級。香港天文台[]香港天文台[]
- 国际展览局第142届大会在巴黎召开，韩国丽水击败波兰弗罗茨瓦夫和摩洛哥丹吉尔，赢得2012年世界博览会主办权。新华网（页面存档备份，存于）

## 11月25日
- 美國加州南部再次發生山火。每日電訊報（页面存档备份，存于）
- 法国总统萨尔科齐抵达西安，开始对中国进行上任以来的首次国事访问。BBC中文网（页面存档备份，存于）
- 蘇丹達爾富爾反政府組織要求中國立即撤出剛抵達當地的聯合國維和部隊，因為中國不關心人權，只關心蘇丹的資源。法新社
- 巴基斯坦前總理納瓦茲·謝里夫結束流亡生涯回國，聲言要挑戰現任總統佩爾韋茲·穆沙拉夫。國際先驅論壇報（页面存档备份，存于）
- 格鲁吉亚总统米哈伊尔·萨卡什维利辞去总统职务，由议长妮诺·布尔贾纳泽代行总统职责。新华网（页面存档备份，存于）
- 伊朗、真主黨和哈馬斯都批評即將在安納波利斯舉行的新一輪中東和會，出賣巴勒斯坦的利益。猶太電訊社

## 11月24日
- 初步结果显示，获得众议院多数席位，其领袖陸克文將出任總理。聯合新聞網新华网（页面存档备份，存于）
- 俄羅斯反對派領袖卡斯帕羅夫再次因反普京集會被捕。美聯社[]

## 11月23日
- 法国国营铁路公司和巴黎地铁公司工会的罢工活动结束。人民网（页面存档备份，存于）
- 印度北方邦勒克瑙、法扎巴德和瓦拉纳西三座城市相继发生四起炸弹爆炸事件，造成至少13人死亡，59人受伤。中国新闻网（页面存档备份，存于）中国日报（页面存档备份，存于）
- 由于黎巴嫩国民议会推迟选举新总统，现任总统埃米尔·拉胡德在结束任期前几小时宣布，自24日零时起将安全控制权交给军方。而总理福阿德·西尼乌拉则发表声明称，总统的声明违反宪法。美国之音中文网（页面存档备份，存于）新华网（页面存档备份，存于）
- 悬挂利比里亚国旗的探索者号客轮在靠近南极圈的南设得兰群岛附近撞上冰山后沉没，船上154名乘客和船员全部安全获救。中国日报（页面存档备份，存于）BBC中文网（页面存档备份，存于）人民网（页面存档备份，存于）

## 11月22日
- 第三届东亚峰会在新加坡召开，东盟十国与中国、日本、韩国、澳大利亚、新西兰、印度六国领导人出席。新华网（页面存档备份，存于）
- 英联邦外长会议在乌干达坎帕拉召开，会议发表声明中止巴基斯坦成员国的资格，原因是巴基斯坦未能在设定的最后期限内解除紧急状态。京华网新华网（页面存档备份，存于）

## 11月21日
- 美國和日本科學家成功利用人類皮膚培養出幹細胞，解決幹細胞培養及移植的道德問題。紐約時報（页面存档备份，存于）
- 美国新罕布什尔州将在2008年1月8日举行总统初选。新华网（页面存档备份，存于）
- 德国社会民主党的现任副总理弗朗茨·明特费林因个人原因辞职，德国社会民主党的欧拉夫·舒尔茨接任劳工部长，现任德国外长弗兰克·瓦尔特·施泰因迈尔接任副总理。CRI国际在线（页面存档备份，存于）
- 法国前总统雅克·希拉克因涉嫌在担任巴黎市长期间盗用公款而接受法官的正式讯问。新华网（页面存档备份，存于）

## 11月20日
- 英國财政大臣阿利斯泰尔·达林证实，英国皇家税务及海关总署于日前遺失兩張儲存敏感個人資料的磁碟，涉及2500万人、725万个家庭，其中包括首相戈登·布朗一家。英国皇家税务及海关总署署长保罗·格雷因此引咎辞职。新浪网（页面存档备份，存于）Yahoo!新聞新华网（页面存档备份，存于）
- 荷兰议会下院全票通过一项动议，要求日本就二战期间强征“慰安妇”一事道歉，并对幸存者进行赔偿。网易
- 白宫国土安全顾问弗兰·汤森辞职。人民网（页面存档备份，存于）
- 第13届东盟首脑会议在新加坡开幕，与会的东盟10国领导人签署了第一份具有普遍法律约束力的文件《东盟宪章》。新华网（页面存档备份，存于）新华网（页面存档备份，存于）
- 法国铁路运输部门的工人大罢工进入第二周，公务员和大学生等加入。彭博（页面存档备份，存于）SMG 新闻午报
- 東盟基於緬甸軍政府的壓力，取消了聯合國特使甘巴里的演講，改為由東盟發表聲明促請緬甸當局與民主派對話。半島電視台（页面存档备份，存于）

## 11月19日
- 雅典、曼谷、莫斯科、新加坡、都靈被國際奧委會列入為2010年夏季奧林匹克青年運動會的候選名單之中；主辦權將於2008年2月底公布Gamesbid.com（页面存档备份，存于）。
- 柬埔寨前红色高棉国家主席团主席乔森潘在金边被捕，被送往联合国支持的种族灭绝罪行法庭，此前已有英萨利、英蒂迪、农谢、康克由四位前柬埔寨共产党领导人被捕。新浪（页面存档备份，存于）新华网（页面存档备份，存于）
- 英国女王伊莉莎白二世夫妇前往当年举行婚礼的伦敦威斯敏斯特大教堂举行庆祝钻石婚的感恩仪式。人民网（页面存档备份，存于）
- 東盟在緬甸軍政府壓力取消了與聯合國特使易卜拉欣·甘巴裡的會面安排。法新社

## 11月18日
- 東盟拒絕在美國壓力下開除緬甸的會籍。半島電視台（页面存档备份，存于）
- 乌克兰顿涅茨克州的扎夏德科煤矿发生瓦斯爆炸引发矿难，至少80人死亡，20人失踪。新华网（页面存档备份，存于）

## 11月17日
- 美国退伍军人事务部部长吉姆·尼科尔森辞职。中国交通广播网[]
- 日本捕鯨船隊出發前往南太平洋地区，计划捕杀935头南极小须鲸、50头座头鲸和50头长须鲸，英国、澳大利亚、新西兰、美国提出抗议，绿色和平派出希望号船舰前往阻止。BBC（页面存档备份，存于）BBC（页面存档备份，存于）新华网（页面存档备份，存于）新华网（页面存档备份，存于）中国广播网（页面存档备份，存于）
- 前科索沃解放軍領袖塔奇領導的反對黨科索沃民主黨贏得科索沃議會選舉。自由時報
- 波兰新任国防部长波格丹·克利赫表示，波兰将于2008年从伊拉克撤军。新华网（页面存档备份，存于）
- 第三届石油输出国组织首脑会议在沙特阿拉伯首都利雅得开幕。新华网（页面存档备份，存于）
- 聯合國政府間氣候變化專門委員會第27次全体会议在西班牙巴伦西亚召开，大会通过了第4份评估报告，對全球暖化發出了最嚴厲的警告，指如果氣溫上升超過攝氏兩度，就可能造成災難性且無法避免的後果。自由時報中国新闻网 （页面存档备份，存于）
- 兩個西班牙姓氏加西亞與羅德里格斯躋身美國十大姓氏。另外馬丁內斯與赫爾南德斯排名11和15。紐約時報（页面存档备份，存于）

## 11月16日
- 以公民纲领党主席多納爾德·圖斯克为总理的波兰新一届政府宣誓就职。东方网（页面存档备份，存于）
- 朝鲜内阁总理金英日和韩国总理韩德洙结束了15年来第一次的总理会谈，并宣布韩国汶山与朝鲜峰洞之间的铁路货运将会在12月11日启动。BBC中文网（页面存档备份，存于）
- 法國運輸業工會投票決定繼續全國性罷工。美聯社
- 德國鐵路工人罷工進行到第三天。工會表示如果在加薪問題無法達成協調將延長至聖誕節。法新社
- 在美國首都華盛頓有數千名非裔美國人到美國司法部示威，要求嚴懲種族仇恨罪行並公正對待犯法的黑人。美聯社[]
- 格魯吉亞提前撤銷緊急狀態。新華社（页面存档备份，存于）

## 11月15日
- 巴基斯坦总统、陆军参谋长佩尔韦兹·穆沙拉夫任命巴国民议会参议院主席穆罕默德米安·苏姆罗出任看守政府总理。新华网 Archive.today的存檔，存档日期2013-04-28
- 特强气旋风暴锡德夜间袭击孟加拉国南部海岸，中心附近最大风力远超14级，风速高达每小时240公里。造成至少425人死亡、数千人受伤。新浪（页面存档备份，存于）人民网（页面存档备份，存于）路透中国（页面存档备份，存于）新华网 Archive.today的存檔，存档日期2013-04-28
- 日本首相福田康夫抵达美国首都华盛顿，开始上任后对日本最重要盟友的首次访问。新华网 Archive.today的存檔，存档日期2013-04-28

## 11月14日
- 阿根廷内阁首席部长阿尔韦托·费尔南德斯宣布了阿根廷当选总统克里斯蒂娜·费尔南德斯·德基什内尔拟定的新内阁名单。新华网 Archive.today的存檔，存档日期2013-04-28
- 伊朗前核问题高级谈判代表穆萨维安被控向外国泄密。新华网（页面存档备份，存于）
- 韩国总理韩德洙与朝鲜内阁总理金英日在首尔会面，这是两国自1992年以来首次举行总理会谈。新华网（页面存档备份，存于）
- 智利北部發生里氏7.7级的強烈地震，震中位于托科皮亚以东35公里处，已造成至少2人死亡，100多人受傷。中時電子報[永久]人民网（页面存档备份，存于）

## 11月13日
- 法國铁路工人开始全国范围的无限期大罷工，以抗議總統尼古拉·萨科齐的退休金改革政策，法国交通陷入瘫痪。都市日報 （页面存档备份，存于）YAM天空新聞新华网（页面存档备份，存于）
- 苏格兰首席部长、苏格兰民族党领袖亚历克斯·萨蒙德称，苏格兰将在2017年脱离英国，成为一个独立的国家。网易
- 位于马尼拉的菲律宾眾議院大楼發生爆炸事件，包括议员瓦哈卜·阿克巴尔在内的3人死亡。新華網（页面存档备份，存于）中新网
- 丹麥議會選举初步结果揭晓，支持现任首相安诺斯·福格·拉斯穆森的右翼政党集团（包括自由党、保守人民党、丹麦人民党和新联盟党）贏得多数议席，将继续执政4年。新華網（页面存档备份，存于）
- 遭到软禁的巴基斯坦反对党领袖贝·布托首次要求穆沙拉夫辞职。德国之声（页面存档备份，存于）

## 11月12日
- 柬埔寨前紅色高棉第三號人物英薩利及其妻被捕，將接受联合国和柬埔寨政府就红色高棉历史问题设立的特别法庭的审判。衛報（页面存档备份，存于） 中国新闻网（页面存档备份，存于）
- 聯合國人權委員會特使到訪緬甸永盛監獄，調查早前軍政府鎮壓示威的死傷狀況。半島電視台（页面存档备份，存于）

## 11月11日
- 美國百老匯舞台員工開始罷工。美聯社
- 2007年巴基斯坦国家紧急状态事件：
  - 巴基斯坦總統穆沙拉夫宣佈國會選舉将於明年1月9日之前舉行，但尚不能確定何時取消緊急狀態令，此外，他将以平民身份就任下一届总统。明報即時新聞北青网
- 黑海海域遭遇罕见特大风暴，五艘货轮先后沉没，导致至少2名船员死亡，23人失踪。其中一艘俄罗斯油轮断成两截，外泄燃油多达2000吨，从而对该海域造成多年未见的生态浩劫。TOM

## 11月10日
- 馬來西亞首都吉隆坡爆发了3万多人参加的示威活动，爭取公平選舉，警方以水炮和催淚彈鎮壓。有23人被捕。明報（页面存档备份，存于）中新网（页面存档备份，存于）
- 2007年巴基斯坦国家紧急状态事件：
  - 巴基斯坦政府宣佈在一個月內撤銷緊急狀態令，並把國會選舉的日期押後至明年2月15日。新華社

## 11月9日
- 德国苏乌尔胡森村（Suurhusen）的教堂钟楼击败意大利比萨斜塔，成为吉尼斯世界记录认可的世界最斜塔。联合早报（页面存档备份，存于）
- 美國第81任司法部長邁克爾·穆凱西宣誓就職，他是小布什政府第三位司法部長，也是第二位猶太人任此職。美聯社[]
- 2007年巴基斯坦國家緊急狀態事件：
  - 原定在稍後集會號召對抗緊急狀態令的巴基斯坦前總理貝娜齊爾·布托一度被軟禁。CNN（页面存档备份，存于）
- 联合国秘书长潘基文乘坐智利空军运输机前往南极乔治王岛考察，成为首位访问南极的联合国秘书长。中国网（页面存档备份，存于）人民网[]
- 美国默克大药厂宣布，愿赔偿48.5亿美元结束近5万宗在美国发生的与镇痛药“万络”有关的诉讼。新华网（页面存档备份，存于）

## 11月8日
- 美國國會就師濤洩密案中雅虎中國扮演角色舉行聽證會，美國國會議長藍托斯痛責雅虎執行長楊致遠是「道德上的侏儒」。星洲日報[]
- 緬甸民主人士昂山素季表示，願意與軍政府合作。路透社（页面存档备份，存于）

## 11月7日
- 日本民主黨黨首小澤一郎收回辞呈同意留任民主黨黨首。共同社 NHK 讀賣新聞人民网（页面存档备份，存于）
- 美国發現號太空梭结束了15天的太空之旅，順利降落在佛罗里达州的肯尼迪太空中心。紐約時報（页面存档备份，存于）新华网（页面存档备份，存于）
- 格魯吉亞总统米哈伊爾·薩卡什維利针对连日来反对派的抗议活动宣布全国進入緊急狀態15天。路透社（页面存档备份，存于）联合早报
- 芬蘭图苏拉镇的约凯拉学校發生校園槍擊案，連同槍擊者有9人死亡，10人受伤。美聯社（页面存档备份，存于）中国新闻网（页面存档备份，存于）
- Google正式發布以Linux為核心的移動操作系統——Android作業系統，並成立開放手機聯盟，更宣布開放該平台的原始碼。CNET（页面存档备份，存于）Android歷史（页面存档备份，存于）

## 11月6日
- 阿富汗巴格兰省发生针对国会议员的自杀式炸弹袭击事件，造成至少6名议员死亡，另有100多人死伤。新华网（页面存档备份，存于）
- 比利時組閣危機進入第149日，打破了該國的紀錄。每日電訊報（页面存档备份，存于）

## 11月5日
- 金九和申师任堂分别被选定为10万和5万韩元高面值钞票的肖像人物。人民網（页面存档备份，存于）
- 中国石油天然气股份有限公司在上海证券交易所挂牌上市，超越艾克森美孚成为全球最大市值的上市公司。中国日报（页面存档备份，存于）自由電子報
- 美國編劇家協會與因資方就DVD和互聯網銷售的分紅問題談判破裂，4000名編劇開始罷工。法新社
- 沙烏地阿拉伯國王阿卜杜拉到訪教廷，並與教宗本篤十六世進行歷史性會面。BBC（页面存档备份，存于）

## 11月4日
- 日本民主黨黨首小澤一郎辭職。聯合早報
- 危地马拉全国希望联盟党候选人阿尔瓦罗·科洛姆（Álvaro Colom）在总统选举第二轮投票中战胜对手，当选为新一任的危地马拉总统。新华网（页面存档备份，存于）

## 11月3日
- 2007年巴基斯坦国家紧急状态事件：
  - 巴基斯坦總統佩爾韋茲·穆沙拉夫突然頒布國家緊急狀態令。很多城市的電視台被終止廣播。Yam天空新聞（页面存档备份，存于）（BBC）（页面存档备份，存于） （Reuters）（页面存档备份，存于） 新华网（页面存档备份，存于）
- 应中国国防部长曹刚川邀请，美国国防部长罗伯特·盖茨访华。新浪网（页面存档备份，存于）

## 11月2日
- 上海合作组织成员国总理第六次会议在乌兹别克斯坦塔什干举行，乌兹别克斯坦总理米尔济约耶夫主持会议。新华网（页面存档备份，存于）
- 中国国务院总理温家宝出访乌兹别克斯坦、土库曼斯坦、白俄罗斯同俄罗斯四国，并将出席在塔什干举行的上海合作组织成员国总理第六次会议。新浪网（页面存档备份，存于）

## 11月1日
- 热带风暴诺埃尔吹袭加勒比海地区，至今已在多米尼加和海地等岛国造成超过90人丧生。新华网（页面存档备份，存于）
- 台灣開放550CC以上重型機車行駛全台所有快速道路。